# Shenzhou 16
Shenzhou 16 (chinesisch 神舟十六號 / 神舟十六号, Pinyin Shénzhōu Shíliù Hào) ist die fünfte bemannte Mission des Büros für bemannte Raumfahrt zur Chinesischen Raumstation. Der Start der dreiköpfigen Besatzung mit einer Trägerrakete vom Typ Langer Marsch 2F/G vom Kosmodrom Jiuquan erfolgte am 30. Mai 2023, die Rückkehr am 31. Oktober 2023.

## Raumschiff
Seit der Aufnahme der bemannten Flüge zur Chinesischen Raumstation werden die Shenzhou-Raumschiffe in Serie gefertigt; die erste Serie umfasste Shenzhou 12 bis Shenzhou 15. Das bei dieser Mission eingesetzte Raumschiff Shenzhou 16 – die Missionsbezeichnung leitet sich von der laufenden Nummer des Raumschiffs ab – ist das erste Exemplar der sechs Raumschiffe umfassenden zweiten Serie, bei der technische Verbesserungen vorgenommen wurden.
Zum einen wurden etwa 100 importierte Bauteile von elektronischen Systemen durch solche aus heimischer Fertigung ersetzt, zum anderen wurde die Anordnung der Bedienelemente auf der Instrumententafel nach ergonomischen Aspekten so verändert, dass den Raumfahrern die Bedienung erleichtert wurde.
Die neue Instrumententafel fungiert nun als Prototyp für diejenige im Bemannten Raumschiff der neuen Generation, um die bequeme Bedienung bei Beschleunigung und Schwerelosigkeit zu testen.
Da der Anflug zur Raumstation dank verbesserter Führung, Navigation und Steuerung (GNC) nur wenige Stunden dauert, statt der zwei Tage bei den Tiangong-Raumlabors, wurde außerdem beim Orbitalmodul auf die kleine Küche mit dem Mikrowellenherd verzichtet, wodurch die dort mitführbare Fracht von 300 kg auf 330 kg gesteigert werden konnte.
Wie schon bei den vorangegangenen Missionen ließ das Büro für bemannte Raumfahrt, um das nicht voll genutzte Nutzlastgewicht des Raumschiffs aufzufüllen, kostenlos Pflanzensamen mitfliegen, die während der fünfmonatigen Missionsdauer den Weltraumbedingungen ausgesetzt wurden, in der Hoffnung, nützliche Mutationen zu erzeugen.
So konnte zum Beispiel durch seit der Mission Shenzhou 1 (1999) auf diese Art gezüchtete Getreidesorten die jährliche Erntemenge bei Reis und Weizen um 2,6 Millionen Tonnen gesteigert werden.
Von 53 Firmen und Forschungsinstituten wurden der Mission Shenzhou 16 insgesamt 136 Arten von Pflanzensamen und Pilzsporen mitgegeben:
- 12 Getreidearten
- 28 andere Nutzpflanzen
- 7 gegen Versalzung resistente Pflanzen
- 17 Waldbaumarten
- 21 Futtergräser
- 7 Blumenarten
- 31 Heilpflanzen
- 2 Arten von Mikropilzen für landwirtschaftliche Anwendungen
- 3 Arten von Mikropilzen für industrielle Anwendungen
- 3 Speisepilze[10]
- 5 Algen und Moose[11]

## Besatzung
Am 29. Mai 2022 wurden die Namen der Besatzungsmitglieder offiziell bekanntgegeben:
- Jing Haipeng, Kommandant, vierter Raumflug
- Zhu Yangzhu, Bordingenieur, erster Raumflug
- Gui Haichao, Nutzlastexperte, erster Raumflug

Jing Haipeng gehört zur ersten Generation der chinesischen Raumfahrer von 1998, Bordingenieur Zhu Yangzhu und Nutzlastexperte Gui Haichao dagegen zur dritten Auswahlgruppe, bei der 2020 erstmals nicht nur Kampfpiloten aufgenommen wurden. Für die Nutzungs- und Erweiterungsphase der Chinesischen Raumstation wurden Leute mit Fachkenntnissen gesucht – alle drei Besatzungsmitglieder haben promoviert – die körperlichen Anforderungen an die Raumfahrer sind jedoch nicht mehr so hoch: Zhu Yangzhu war zweimal bei der Einstellungsprüfung für den fliegerischen Dienst der Luftwaffe gescheitert, konnte aber Raumfahrer werden, Gui Haichao ist leicht kurzsichtig und trägt eine Brille.
Zhu Yangzhu und Gui Haichao wurden beide 1986 geboren und sind damit genau 20 Jahre jünger als Kommandant Jing Haipeng.

## Missionsverlauf
Knapp sieben Stunden nach dem Start vom Kosmodrom Jiuquan koppelte das Raumschiff am 30. Mai 2023 um 08:29 Uhr UTC an der Nadirschleuse des Kernmoduls Tianhe autonom an.
Anders als bei der Mission Shenzhou 14, wo das Raumschiff im Juni 2022 ebenfalls von unten angekoppelt hatte, war nun die Sicht der Sonnen- und Sternsensoren auf den Himmel während der letzten Phase des Rendezvousmanövers durch die beiden Wissenschaftsmodule teilweise verdeckt. Daher orientierte sich das System für Führung, Navigation und Steuerung des Raumschiffs an den Informationen, die ihm von dem entsprechenden System auf der Station übermittelt wurden und berechnete daraus seine relative Position zur Zielschleuse.
Zu diesem Zeitpunkt befand sich die Mannschaft von Shenzhou 15, deren Raumschiff an der vorderen Bugschleuse des Kernmoduls angedockt war, noch an Bord. Nach dem Ankoppeln begab sich die Besatzung von Shenzhou 16 von der Rückkehrkapsel in das Orbitalmodul ihres Raumschiffs und wechselte von den Schutzanzügen für den Flug in die blauen Bordanzüge, während der Innendruck des Raumschiffs an den Luftdruck in der Raumstation angeglichen wurde. Zwei Stunden nach der Ankoppelung, um 10:22 Uhr UTC, öffneten die jeweiligen Kommandanten Jing Haipeng und Fei Junlong die Luke des Raumschiffs bzw. der Kugelschleuse. Die Mannschaft von Shenzhou 16 wechselte in die Station und wurde von ihren Kollegen im festlich dekorierten Kernmodul Tianhe willkommen geheissen.
Auf der Chinesischen Raumstation gibt es im Kernmodul Tianhe und im Wissenschaftsmodul Wentian jeweils drei Schlafkabinen, die alle etwa soviel Raum wie ein Zimmer in einem japanischen Kapselhotel bieten. Der Unterschied ist, dass die Kabinen im Kernmodul waagrecht angeordnet sind – der Raumfahrer schläft parallel zur Erdoberfläche – die im Wissenschaftsmodul dagegen senkrecht – der Raumfahrer schläft „im Stehen“. An sich würde das in der Schwerelosigkeit keinen Unterschied bedeuten – die Schlafabteile in den Tiangong-Raumlabors waren ebenfalls senkrecht angeordnet. Da die Kabinen in der Raumstation jedoch Fenster mit Blick auf die Erde besitzen, orientieren sich die Raumfahrer unbewusst an diesem Koordinatensystem; sie schlafen im Liegen deutlich besser als im Stehen.
Als nun die neue Besatzung ankam, überließ die Mannschaft von Shenzhou 15 ihren Kollegen die Kabinen im Kernmodul und wechselte für den vier Tage dauernden Schichtwechsel in das Wissenschaftsmodul Wentian.
Der offizielle Wachwechsel, bei dem die Position des Stationskommandanten von Fei Junlong auf Jing Haipeng überging, fand am 2. Juni 2023 statt.

### Gerät für Strahlenbelastungs-Experimente
Eine der ersten Aufgaben der Mannschaft war die Installation eines vom Nationalen Zentrum für Weltraumwissenschaften in Zusammenarbeit mit dem Institut für Umwelt und Systembiologie (环境系统生物学研究所) der Fakultät für Umweltwissenschaften und Umweltingenieurwissenschaften der Universität für Seewesen Dalian (大连海事大学) konstruierten Geräts für Strahlenbelastungs-Experimente auf der Zenitplattform für Nutzlasten des Wissenschaftsmoduls Mengtian am 9. und 10. Juni 2023. Hierfür war kein Außenbordeinsatz nötig, sondern die Raumfahrer nutzten die Frachtschleuse des Moduls, um das würfelförmige Gerät aus der Station hinauszuschieben, wo es vom kleineren der beiden mechanischen Arme aufgenommen und in dem ihm zugewiesenen Stecksockel auf der Nutzlastplattform platziert wurde.
Das Gerät mit einer geplanten Lebensdauer von fünf Jahren besitzt 13 auswechselbare Behälter für biologisches Material, von Pflanzensamen über Mikroorganismen und deren Sporen bis zu aktiven oder sich in einem Ruhezustand befindenden Kleinlebewesen wie Fadenwürmern oder Fruchtfliegen.
Den Lebewesen wird, getrennt für jeden Behälter, eine zwischen 5 und 20 °C regelbare Temperatur, eine Luftversorgung mit 80 bis 100 kPa und ein Tag-Nacht-Rhythmus geboten, während sie weitgehend ungeschützt der Weltraumstahlung ausgesetzt sind. Aktive Messgeräte messen die Strahlungsdosis der Alphastrahlung und den linearen Energietransfer auf deren Weg durch den jeweiligen Behälter, die Ultraviolettstrahlung sowie die Neutronenäquivalentdosis. Passive Messgeräte messen den Einfallswinkel der Strahlung, was es ermöglicht, deren Auftreffpunkt mit einer Präzision im Mikrometerbereich zu bestimmen.
Man will mit dem Gerät die schädlichen Auswirkungen der Weltraumstrahlung auf den menschlichen Organismus und das Erbgut erforschen und Medikamente zur Minderung dieser Auswirkungen entwickeln. Außerdem hofft man, mit den ermittelten Daten die Gefahren bei längeren Aufenthalten im Weltraum und auf dem Mond besser abschätzen zu können.
Als das Gerät im Juni erstmals im All ausgesetzt wurde, hatte man drei Einzelbehälter mit Reis- und Acker-Schmalwand-Samen bestückt, einen mit Mikroorganismen, und vier mit 1 mm großen Fadenwürmern der Art Caenorhabditis elegans. Unter den Fadenwürmern befanden sich Exemplare des Wildtyps sowie rund ein Dutzend Varianten, bei denen man vor dem Start eine künstliche Veränderung des Erbguts vorgenommen hatte. Da Fadenwürmer eine kleine Körpergröße besitzen, also wenig Nahrung benötigen, und einen kurzen Lebenszyklus mit vielen Nachkommen haben, eignen sie sich sehr gut für weltraumbiologische Experimente.
Nach knapp fünf Monaten holten die Raumfahrer das Gerät für Strahlenbelastungs-Experimente wieder in das Innere der Station, wechselten die Probenbehälter gegen neue aus und platzierten das Gerät wieder auf der Außenplattform. Die alten Behälter nahmen sie am 30. Oktober 2023 in ihrem Raumschiff mit zurück zur Erde (siehe unten).

### Fluiddynamik
Ein Arbeitsschwerpunkt während der Mission Shenzhou 16 war Fluiddynamik. Das Schwerpunktlabor für Mikrogravitation am Institut für Mechanik der Chinesischen Akademie der Wissenschaften entwickelte hierfür einen eigenen, im Wissenschaftsmodul Mengtian untergebrachten Laborschrank. Die Experimente selbst wurden von der Erde aus ferngesteuert durchgeführt, Bordingenieur Zhu Yangzhu musste jedoch immer wieder neue Materialproben einführen. So wurden Anfang Juli 2023 Experimente zu komplexen Flüssigkeiten durchgeführt, bei denen zwei Phasen koexistieren, Anfang August dann zu Verformungs- und Fließverhalten von Kolloiden mit Teilchen im Mikrometerbereich, um den Zusammenhang zwischen Viskoelastizität und innerer Struktur der Substanzen besser zu verstehen. Damit will man funktionelle Materialien entwickeln, aber auch stabile Emulsionen für die Nahrungsmittelindustrie oder sich im Körper korrekt auflösende Medikamente, sowohl für terrestrische Anwendungen als auch für die Raumfahrt.

### Außenbordeinsatz
Am 20. Juli 2023 führten Jing Haipeng und Zhu Yangzhu einen Außenbordeinsatz durch. Um 05:45 Uhr UTC öffnete Jing Haipeng die Luke im Wissenschaftsmodul Wentian und verließ die Station. Nachdem er seine Schuhe auf der Fußplatte des mechanischen Arms verankert hatte, wobei ihm Zhu Yangzhu von der Schleuse aus assistierte, verließ letzterer schließlich auch die Raumstation. Der mechanische Arm wurde durch Gui Haochao vom Inneren der Station aus gesteuert.
Zuerst montierten Jing Haipeng und Zhu Yangzhu auf der Nadirseite des Kernmoduls Tianhe ein höheres Podest für die Panoramakamera B und setzten diese darauf um. Anschließend wurden noch zwei Panoramakameras am Wissenschaftsmodul Mengtian höhergesetzt, um ihnen ein größeres Sichtfeld zu verleihen.
Hierzu waren jedoch keine neuen Sockel nötig, sondern die Raumfahrer lösten nur die Verriegelungsschrauben und zogen die Kameras hoch. Die Kameras waren für den Start des Moduls in niedriger Position montiert worden, damit sie in die Nutzlastverkleidung der Trägerrakete passten. Die drei Kameras lagen relativ weit von der Schleuse und voneinander entfernt, was insbesondere für Zhu Yangzhu, der sich bei den Ortswechseln über die Haltegriffe an der Außenseite der Station entlanghangelte, eine große körperliche Belastung bedeutete. Als der Einsatz um 13:40 Uhr UTC nach knapp acht Stunden beendet war, hatte er eine Strecke von mehr als 100 Haltegriffen zurückgelegt.

### Pflanzenzucht
Während Cai Xuzhe bei der Mission Shenzhou 14 den als Nahrungsergänzung dienenden Kopfsalat in im Wissenschaftsmodul Wentian auch zu dekorativen Zwecken aufgehängten Blumentöpfen gezogen hatte, kam nun im Kernmodul Tianhe ein auf dem Arbeitstisch platzierter, spezieller Anzuchtkasten mit Pflanzenlampen und Verdunklungsvorhang zum Einsatz. Zwölf Behälter mit Substrat, in jedem eine Salatpflanze, stehen mit dem Boden in einer Wasserwanne. Zusätzlich können die Pflanzen aus einem Trinkbeutel mit Strohhalm von oben gegossen werden: durch leichten Druck auf den Kunststoffbeutel wird ein Tropfen Wasser aufgebracht, der vom Substrat sofort absorbiert wird. Da der Kopfsalat wieder sehr gut wuchs, installierten die Raumfahrer im September 2023 oberhalb des Tisches in Kopfüber-Montierung einen zweiten Anzuchtkasten.

### Unterricht aus dem Weltall
Am 21. September 2023 um 15:48 Uhr Peking-Zeit (07:48 Uhr UTC) hielten die beiden Professoren Zhu Yangzhu und Gui Haichao eine 48-minütige Physikstunde aus dem Weltall ab; Jing Haipeng fungierte als Kameramann. Nach einer Vorstellung der einzelnen Laborschränke im Wissenschaftsmodul Mengtian demonstrierten die beiden mit einer Wachskerze, dass ohne durch die Schwerkraft verursachte Konvektion eine offene Flamme nicht flammenförmig, sondern rund ist, und das geschmolzene Wachs nicht tropft, sondern einen Meniskus bildet.
Mit jeweils mit einem trockenen Mikrofasertuch überzogenen Tischtennisschlägern demonstrierten sie, dass es durch das Zusammenwirken der hydrophoben Oberfläche der Tücher mit der Oberflächenspannung eines Wassertropfens in der Schwerelosigkeit möglich ist, mit einem nur aus Wasser bestehenden „Ball“ von 4 cm Durchmesser Tischtennis zu spielen.
Mit Stahlkugeln gleicher und verschiedener Größe demonstrierten sie den Impulserhaltungssatz, und mit einem schweren Handkreisel, den der schwebende Gui Haichao benutzte, um seine „Fluglage“ zu ändern, das Funktionsprinzip der in der Raumstation installierten Momentenkreisel.
Während bei der ersten Unterrichtsstunde aus dem Weltall, die Wang Yaping 2013 während der Mission Shenzhou 10 aus dem Raumlabor Tiangong 1 erteilte, primär Grundschüler und jüngere Gymnasiasten angesprochen wurden, um ihnen die Faszination der Schwerelosigkeit zu vermitteln und ein Interesse für Naturwissenschaften zu wecken, waren die Experimente, die Zhu Yangzhu und Gui Haichao vorführten – und auch ihre Erläuterungen – primär für Gymnasiasten der Oberstufe und für Studenten gedacht, die über physikalische Grundkenntnisse verfügten.
Es gab fünf „Klassenzimmer“: die Sporthalle der Universität für Luft- und Raumfahrt Peking, wo Gui Haichao vor seinem Eintritt ins Raumfahrerkorps unterrichtete, das Museum für Wissenschaft und Technik Yan’an, das Gymnasium von Tongcheng, Provinz Anhui, die in Ningbo, Provinz Zhejiang angesiedelte Kunstschule der Pädagogischen Universität Ostchina und eine große Jurte in Dalaihub, dem Regierungssitz des Ejin-Banners, wo auch gut 100 Schüler aus dem nahegelegenen Kosmodrom Jiuquan die Veranstaltung verfolgten, die außerdem vom chinesischen Fernsehen live übertragen wurde.

## Rückkehr
Am 26. Oktober 2023 um 09:46 Uhr UTC koppelte das sechseinhalb Stunden vorher vom Kosmodrom Jiuquan gestartete Raumschiff Shenzhou 17 an der vorderen Bugschleuse des Kernmoduls Tianhe an, knapp zwei Stunden später wechselten Kommandant Tang Hongbo sowie die beiden Raumschiffpiloten Tang Shengjie und Jiang Xinlin in die Raumstation. Nachdem die alte Mannschaft ihnen alles Wichtige erläutert hatte, fand am 29. Oktober 2023 der offizielle Wachwechsel statt. Jing Haipeng übergab Tang Hongbo den symbolischen „Hausschlüssel“ (ein goldlackierter Inbusschlüssel) und damit das Kommando der Station.
Nachdem die Rückkehrkapsel mit Materialproben beladen worden war, die mit zur Erde genommen werden mussten, koppelte das Raumschiff am 30. Oktober 2023 um 12:37 Uhr UTC von der Raumstation ab.

### Fotografie
Nach dem Abkoppeln kehrten die Raumfahrer nicht sofort zur Erde zurück, sondern umkreisten die Raumstation, um mit einer spiegellosen Digitalkamera Aufnahmen zu machen. Diese Kamera war leichter als die großen, sonst auf der Raumstation verwendeten Spiegelreflexkameras, was die Mitnahme und Handhabung in der engen Rückkehrkapsel erleichterte. Der elektronische Sucher ermöglichte eine Kontrolle des Bildausschnitts in Echtzeit, außerdem war die Kamera mit einem rasch reagierenden Autofokus für sehr schnelle Serienfotografie ausgelegt. Bis dahin existierten nur von der Erde aus mit Teleskopen aufgenommene Bilder der Raumstation, nun sollten jedoch Fotos mit der Erde als Hintergrund erstellt werden. Hierzu war es nötig, einen Zeitpunkt zu wählen, wo sich die Raumstation auf der Sonnenseite der Erde befand und möglichst gleichmäßig von oben beleuchtet wurde.
Nach dem Abkoppeln von der Nadirschleuse des Kenmoduls zog sich das Raumschiff zunächst auf einen auch bei der Anreise verwendeten Haltepunkt 200 m unterhalb der Station zurück. Anschließend bewegte sich das Raumschiff auf einer elliptischen Bahn zu einem ebenfalls bei Koppelmanövern verwendeten Standard-Haltepunkt vor der Station. Das Raumschiff eilte nun mit dem Servicemodul in Flugrichtung vorne der Raumstation voraus.
Dann überflog das Raumschiff auf einer weiterhin elliptischen Bahn die Station, um einen von Raumfrachtern beim Anflug genutzten Haltepunkt hinter dem Kernmodul zu erreichen, Dabei wurde es so gedreht, dass es nun mit dem Orbitalmodul voraus flog. Da die Fenster der Rückkehrkapsel, durch die gefilmt wurde, bei regulärer Fluglage links und rechts liegen, musste das Raumschiff gleichzeitig 90° um die Längsachse gedreht werden, sodass die Fenster nach unten und nach oben zeigten. Nun konnte Gui Haichao, der in Flugrichtung links außen saß, durch sein Fenster die unter ihm liegende Raumstation fotografieren.
Während des gesamten, vom Pekinger Institut für Steuerungstechnik der Chinesischen Akademie für Weltraumtechnologie berechneten Manövers durfte das Raumschiff nicht in die Flugverbotszone rund um die Station geraten. Gleichzeitig musste darauf geachtet werden, dass während all der Drehmanöver die Antenne des Raumschiffs immer auf einen Tianlian-Relaissatelliten ausgerichtet blieb, damit das Raumfahrtkontrollzentrum Peking den Vorgang überwachen und notfalls eingreifen konnte.
Am 28. November 2023 wurden die besten Bilder anlässlich des Besuches einer Delegation des  Büros für bemannte Raumfahrt in Hongkong der Öffentlichkeit vorgestellt.

### Landung
Um 23:21 Uhr UTC leitete das Raumfahrtkontrollzentrum Peking über eine TT&C-Station des Satellitenkontrollzentrums Xi’an die Landung ein. Zunächst wurde das Orbitalmodul abgetrennt, dann führte das Servicemodul mit seinen vier Haupttriebwerken ein Bremsmanöver durch. Das Servicemodul wurde abgetrennt und die Rückkehrkapsel landete am 31. Oktober 2023 um 00:11 Uhr UTC, genau 50 Minuten nach dem Einleiten des Landeanflugs, an einem Fallschirm auf dem Ostwind-Landeplatz in der Badain-Jaran-Wüste, etwa 50 km südlich des Kosmodroms Jiuquan, wobei sich die Kapsel mehrfach überschlug.
Eine Stunde später, um 01:10 Uhr UTC, wurde zunächst Jing Haipeng aus der Kapsel gehoben und nach einer kurzen Erklärung für das Fernsehen auf einem Stuhl in den ihm zugewiesenen Lastwagen mit den medizinischen Einrichtungen getragen, anschließend Zhu Yangzhu und Gui Haichao.
Sechs Stunden später, um etwa 15 Uhr Ortszeit, kamen die drei Raumfahrer mit einem Passagierflugzeug der chinesischen Luftwaffe auf dem Militärflughafen Peking-Xijiao (北京西郊机场) an, wo sie von General Xu Xueqiang, dem Kommandanten des bemannten Raumfahrtprogramms, empfangen wurden.

### Materialproben
Die Raumfahrer hatten Materialproben von 19 wissenschaftlichen Experimenten im Gesamtgewicht von 25 kg mit zur Erde genommen, die mit dem Sonderfllug nach Peking gebracht und nach Überprüfung auf Unversehrtheit noch am 31. Oktober 2023 in den Räumlichkeiten des  Zentrums für Projekte und Technologien zur Nutzung des Weltalls der Chinesischen Akademie der Wissenschaften an die jeweiligen Forscher übergeben wurden.
Während der fünfmonatigen Mission hatten die Raumfahrer folgende Legierungen auf den Außennutzlast-Plattformen der Station den Weltraumbedingungen ausgesetzt, deren Veränderungen nun mit den entsprechenden, auf der Erde aufbewahrten Vergleichsmaterialien verglichen werden:
- Gadolinium-Titan-Cobalt (GdTiCo)
- Nitinol (TiNi), eine Formgedächtnislegierung
- Eisen-Nickel-Phosphor-Beryllium (FeNiPB)[57]

Fünf Probenschachteln enthielten im Laborschrank für Hochtemperatur-Materialwissenschaft des Wissenschaftsmoduls Mengtian behandelte Proben, darunter Aluminium-Silicium-Legierungen und Zirkalloys, letztere für Hüllrohre von Brennstäbe von wassergekühlten Kernreaktoren gedacht. Außerdem hatten die Raumfahrer folgende biologische Proben mitgebracht:
- Leberzellen
- Proteine und Nukleinsäuren
- Acker-Schmalwand-Pflanzen
- Reis- und Acker-Schmalwand-Samen
- Fadenwürmer der Art Caenorhabditis elegans
- Lithophile Mikroorganismen
- Bakterien der Art Bacillus licheniformis
- Cyanobakterien[59][56]

Während der Mission Shenzhou 16 war es weltweit erstmals gelungen, Fadenwürmer unter Weltraumbedingungen den kompletten Lebenszyklus durchlaufen zu lassen, vom Schlüpfen aus dem Ei über die vier Larvenstadien bis zur erwachsenen Form, wobei über Kameras die Entwicklung der Gewebe und Organe beobachtet werden konnte. Die Tiere hatten den Raumflug zwar überstanden, zeigten bei einer Erstuntersuchung aber deutliche Veränderungen an Molekülen der DNS, also Erbschäden. Die Wissenschaftler in Dalian versuchen nun, diese Schäden mit diversen Medikamenten zu behandeln, um zum einen bei einem Reaktorunfall im unweit des Instituts gelegenen Kernkraftwerk Hongyanhe oder einem der 15 anderen Kernkraftwerke Chinas reagieren zu können. Zum anderen dienen diese Versuche auch dazu, Strahlenschäden bei längeren Aufenthalten im Weltall zu minimieren.

## Missionsemblem
Das bei einem Wettbewerb des Büros für bemannte Raumfahrt im Februar 2023 vom Institut für Informationsbeschaffung und Marktanalyse der Chinesischen Akademie für Weltraumtechnologie, auch bekannt als „Institut 512“, eingereichte Emblem der Mission Shenzhou 16 besteht aus einem inneren Kreis und einem äußeren Ring, der den inneren Kreis umschließt. Hintergrundfarbe des Emblems ist Blau.
Der innere Kreis enthält das Logo des CMS (eine stilisierte Raumstation) und die Aufschrift in lateinischer Schrift „CMS“. CMS ist die Abkürzung für „China Manned Space Program“ (deutsch: Bemanntes Raumfahrtprogramm der Volksrepublik China). Außerdem befindet sich im inneren Kreis ein Bild der Chinesischen Raumstation in hellblauer Farbe mit dem angedockten Raumschiff Shenzhou 16 in Weiß und Rot. Der Walfisch rechts unten stammt aus dem Kapitel „Wandern in Muße“ des um 300 v. Chr. verfassten daoistischen Klassikers Zhuangzi:
Im Nordmeer gibt es einen Fisch, sein Name ist Kun; man weiß nicht, wie viele tausend Meilen lang er ist. Er verwandelt sich in einen Vogel, sein Name ist Peng; man weiß nicht, wie viele tausend Meilen groß er ist. Er steigt empor und seine Flügel sind wie vom Himmel herabhängende Wolken.
Die rote Farbe des Fisches ist glückbringend (in China gleichbedeutend mit Reichtum), ebenso wie die Wolken im Stil der qingzeitlichen Gebälkmalerei. Der äußere Ring enthält in Weiß auf blauem Hintergrund oben und unten Aufschriften in chinesischen Schriftzeichen. Nur ganz unten steht in lateinischer Schrift „CHINA SPACE STATION“ (deutsch: Chinesische Raumstation).
Obere Aufschrift
神舟十六号载人飞行任务 = Shenzhou 16 (= 十六) bemannte Mission.
Untere Aufschrift
中国空间站 = Chinesische Raumstation.